# تبغ ذائع
تبغ ذائع أو تبغ مزروع أو التبغ الأحمر أو تبغ شائع أو نبات الطباق أو دخان أو تبغ (الاسم العلمي: Nicotiana tabacum)، هو نبات عشبي حولي النمو. هو أكثر نباتات التبغ زراعةً، وتستخدم أوراقه تجاريًا في العديد من البلدانحيث تتم معالجتها للتبغ (سجائر التدخين). ينمو إلى ارتفاعات تتراوح بين 1 و2 متر. البحث مستمر في أصل أسلافه بين أنواع التبغ البري، ولكن يُعتقد أنه مزيج من تبغ حرجي وتبغ تومينتوسيفورميس وربماتبغ أوتوفورا.